# 克拉克鎮區 (堪薩斯州馬里昂縣)
克拉克鎮區（英語：Clark Township）為美國堪薩斯州馬里昂縣轄下的鎮區。2010年美国人口普查中此鎮區人口有147人。

## 地理
克拉克鎮區涵蓋總面積為93.3平方（36.04平方英里），其中陸地面積為93.0平方（35.90平方英里），水域面積為0.36平方（0.14平方英里）或0.39%。海拔高度1,391（4,564英尺）。

## 人口統計
根據2010年美國人口普查，克拉克鎮區人口有147人，其中男性有77人，女性有70人，人口密度為每平方公里1.58人，住房計70戶。鎮區內的白人有146人，非裔美國人有0人，美洲原住民有0人，亞裔美國人有0人，太平洋島裔美國人有0人，其他種族有0人，混血種族則有1人。此外鎮區內有0人為西班牙裔或拉丁裔美國人。此鎮區之年齡中位數為44.8歲，而男性年齡中位數為46.5歲，女性年齡中位數為41.5歲。